# John Wyndham Dawson
John Wyndham Dawson, född 1 februari 1928, död 11 mars 2019, var en nyzeeländsk botaniker.
Auktorsnamnet J.W.Dawson kan användas för John Wyndham Dawson i samband med ett vetenskapligt namn inom botaniken; se Wikipediaartiklar som länkar till auktorsnamnet.